# IBM 5100
IBM 5100 — портативний настільний комп'ютер, введений у дію у вересні 1975 року, за шість років до IBM PC. Це був еволюційний прототип під назвою SCAMP (Special Computer APL Machine Portable), який було розроблено 1973 року в науковому центрі IBM Пало-Альто.
У січні 1978-го IBM оголосила про випуск «більшого двоюрідного брата», IBM 5110.
5100 було відкликано в березні 1982 року.
Коли було випущено IBM PC (1981 року) його спочатку було визначено як IBM 5150. Таким чином його розташували в серії «5100», хоча його архітектура не була прямим нащадком IBM 5100.